# Stazione meteorologica di Foiano della Chiana
La stazione meteorologica di Foiano della Chiana è la stazione meteorologica relativa alla località di Foiano della Chiana.

## Caratteristiche
La stazione meteorologica idrologica, gestita dall'UCEA, è situata nell'Italia centrale, in Toscana, in provincia di Arezzo, nel comune di Foiano della Chiana a 315 metri s.l.m. e alle coordinate geografiche 43°15′N 11°49′E. I suoi dati vengono trasmessi anche al servizio idrologico regionale.

## Dati climatologici 1961-1990
In base alla media trentennale di riferimento (1961-1990), la temperatura media del mese più freddo, gennaio, si attesta a +5,8 °C; quella del mese più caldo, luglio è di +23,0 °C.
Le precipitazioni medie annue, inferiori ai 700 mm e concentrate mediamente in 85 giorni, si presentano con un picco autunnale ed una distribuzione piuttosto equa nelle altre stagioni.
| FOIANO DELLA CHIANA (1961-1990) | Mesi   | Mesi   | Mesi   | Mesi   | Mesi   | Mesi   | Mesi   | Mesi   | Mesi   | Mesi   | Mesi   | Mesi   | Stagioni | Stagioni | Stagioni | Stagioni | Anno |
| FOIANO DELLA CHIANA (1961-1990) | Gen    | Feb    | Mar    | Apr    | Mag    | Giu    | Lug    | Ago    | Set    | Ott    | Nov    | Dic    | Inv      | Pri      | Est      | Aut      | Anno |
| ------------------------------- | ------ | ------ | ------ | ------ | ------ | ------ | ------ | ------ | ------ | ------ | ------ | ------ | -------- | -------- | -------- | -------- | ---- |
| T. max. media (°C)              | 9,6    | 11,3   | 14,2   | 17,8   | 22,5   | 26,3   | 29,9   | 29,4   | 25,3   | 19,8   | 14,0   | 9,7    | 10,2     | 18,2     | 28,5     | 19,7     | 19,2 |
| T. min. media (°C)              | 2,1    | 2,7    | 4,3    | 6,8    | 10,3   | 13,9   | 16,0   | 16,1   | 13,5   | 9,7    | 5,8    | 2,3    | 2,4      | 7,1      | 15,3     | 9,7      | 8,6  |
| Precipitazioni (mm)             | 44     | 52     | 55     | 55     | 55     | 44     | 30     | 56     | 62     | 79     | 88     | 59     | 155      | 165      | 130      | 229      | 679  |
| Giorni di pioggia               | 7      | 7      | 8      | 8      | 8      | 7      | 4      | 6      | 6      | 7      | 9      | 8      | 22       | 24       | 17       | 22       | 85   |
| Vento (direzione-m/s)           | NW 3,9 | SE 4,1 | NW 4,2 | SW 4,1 | NW 3,8 | NW 3,6 | NW 3,6 | NW 3,6 | NW 3,7 | NW 4,0 | SE 3,9 | NW 4,1 | 4,0      | 4,0      | 3,6      | 3,9      | 3,9  |